# Associação Esportiva Jataiense
A Associação Esportiva Jataiense é um clube de futebol brasileiro da cidade de Jataí, no estado de Goiás. Fundado em 11 de janeiro de 1952, é uma das agremiações mais tradicionais do estado de Goiás. Suas cores são o verde e o branco, e o clube é conhecido como a “Raposa do Sudoeste”, em referência à sua mascote, a raposa. A equipe disputa as competições organizadas pela Federação Goiana de Futebol e manda seus jogos no Estádio Municipal Jerônimo Ferreira Fraga, o Arapucão.

## História
Fundação e primeiros anos (1952–1982)
A Associação Esportiva Jataiense foi fundada em 11 de janeiro de 1952, na sala de projeção do antigo Cine Avenida, por um grupo de entusiastas do futebol local. O principal idealizador foi Jerônimo Ferreira Fraga, que se tornou o primeiro presidente do clube. Com apoio popular, Fraga arrecadou recursos para construir o primeiro estádio da cidade e escolheu a raposa como mascote oficial do clube.
Nas décadas de 1950, 1960 e 1970, a Jataiense teve papel destacado no futebol amador, participando de torneios locais, amistosos e competições regionais.
Um dos personagens marcantes dessa fase foi Maguito Vilela, que jogou pela Jataiense em sua juventude. O apelido “Maguito” surgiu na arquibancada, em razão de seu porte físico. Em 1976, assumiu a presidência do clube, já demonstrando sua liderança fora de campo. Mais tarde, Maguito se tornou uma das figuras públicas mais influentes de Goiás, tendo sido deputado, governador, senador, prefeito de Aparecida de Goiânia e eleito prefeito de Goiânia em 2020, mas faleceu por complicações da COVID-19 antes da posse. Também foi vice-presidente da CBF, sempre mantendo forte ligação com o futebol goiano e com a própria Jataiense.
Início da era profissional (1983–1989)
A profissionalização da Jataiense ocorreu em 1983, com sua estreia na Segunda Divisão do Campeonato Goiano. A equipe terminou na 5ª colocação e, graças ao regulamento que promovia os cinco primeiros, garantiu acesso à elite.
Em 1984, foi rebaixada ao terminar em último lugar. Voltou à primeira divisão em 1987, mas foi rebaixada novamente em 1988, após nova campanha ruim. Em 1989, a Jataiense foi vice-campeã da Segunda Divisão, conquistando mais um acesso.
Anos 1990 e licenciamento
Durante os anos 1990, o clube teve participações regulares no Campeonato Goiano da Primeira Divisão. Em 1999, foi rebaixado após terminar em 9º lugar num campeonato que rebaixou seis equipes. Após o descenso, o clube entrou em período de licenciamento junto à Federação Goiana de Futebol.
Retorno e auge estadual (2002–2006)
Em 2002, a Jataiense retornou às competições e foi campeã da Divisão Intermediária, voltando à primeira divisão estadual.
Em 2004, protagonizou sua campanha mais expressiva no Campeonato Goiano. Com um elenco que incluía Sérgio Müller e Borges, a equipe chegou ao quadrangular final, fase decisiva disputada por pontos corridos entre os quatro melhores times. Na última rodada, empatou com o Vila Nova por 0 a 0 no Estádio Serra Dourada. A vaga para a final foi decidida nos pênaltis, com vitória do Vila por 3 a 0.
A partida foi marcada por um lance amplamente repercutido pela imprensa esportiva goiana: a anulação de um gol legítimo da Jataiense, em que a bola cruzou a linha antes de ser defendida pelo goleiro do Vila Nova.
Ainda em 2004, a equipe participou pela primeira vez da Série C do Campeonato Brasileiro, sendo eliminada na fase inicial. Em 2006, voltou à Série C e chegou à segunda fase.
Reestruturação e retomada (2016–2020)
Em 2016, o clube passou por uma reestruturação administrativa com a criação do Conselho Deliberativo, presidido por Leandro Pedrosa de Assis. No ano seguinte, em 2017, foi reintegrado à Federação Goiana e disputou a Terceira Divisão do estadual.
Em 2020, conquistou o título da Segunda Divisão, garantindo acesso à primeira divisão em 2021.
Década de 2020: estabilidade e reconstrução
Em 2022, a Jataiense foi novamente rebaixada, mas conquistou o acesso de volta em 2023. Em 2024, terminou o Campeonato Goiano na 9ª colocação geral, permanecendo na elite.
Temporada 2025
Em 2025, com uma diretoria recém-empossada e elenco montado às pressas, a equipe superou as expectativas e chegou às quartas de final do Campeonato Goiano. Foi eliminada pelo Vila Nova, com placar agregado de 1 a 0. O Vila Nova viria a conquistar o título da edição, encerrando um jejum de 19 anos sem conquistas estaduais.

## Títulos
| Estadual | Estadual                              | Estadual | Estadual   |
|          | Competição                            | Títulos  | Temporadas |
| -------- | ------------------------------------- | -------- | ---------- |
|          | Campeonato Goiano - Divisão de Acesso | 2        | 2002, 2020 |

## Estatísticas

### Participações
|  | Participações em 2025 |

| Competição | Competição        | Temporadas | Melhor campanha     | Estreia | Última | P | R |
| Goiás      | Campeonato Goiano | 28         | 3º colocado (2004)  | 1970    | 2025   |   | 5 |
| Goiás      | 2ª Divisão        | 13         | Campeão (2 vezes)   | 1983    | 2023   | 5 | 1 |
| Goiás      | 3ª Divisão        | 1          | 3º colocado (2017)  | 2017    | 2017   | 1 |   |
| Brasil     | Série C           | 2          | 29º colocado (2006) | 2004    | 2006   | – | – |